# Lanaken
Lanaken ou Lanaeken est une commune néerlandophone de Belgique située en Région flamande dans la province de Limbourg.

## Toponymie
Lodenaken (1106-11), Luthenachen (1141), Lodenache (1147), Ludenachen (1153), Lodenach (1178), Ludenaccher (1222)

## Sections de la commune
| # | Section    | Superf. (km²) | Habitants (2020) | Habitants par km² | Code INS |
| - | ---------- | ------------- | ---------------- | ----------------- | -------- |
| 1 | Lanaken    | 22,73         | 13.210           | 581               | 73042A   |
| 2 | Rekem      | 15,68         | 4.492            | 286               | 73042B   |
| 3 | Neerharen  | 3,47          | 1.673            | 483               | 73042C   |
| 4 | Veldwezelt | 8,00          | 3.846            | 480               | 73042D   |
| 5 | Gellik     | 9,08          | 2.657            | 293               | 73042E   |

## Héraldique
|  | La commune possède des armoiries qui lui ont été octroyées le 24 mai 1960. De nouvelles armoiries ont été octroyées le 21 novembre 1989. Les nouvelles armoiries représentent les cinq municipalités qui ont été fusionnées en 1977 pour former la commune de Lanaken. Le premier quartier est constitué des armoiries de Lijnden et provient des anciennes armoiries de [Rekem]. Le deuxième quartier représente Neerharen et montre les armoiries de Marie-Ursule de Minckwitz (nl), abbesse de Hocht, qui acquit le village de Neerharen en 1709. Le troisième quartier représente Gellik et montre les armes de la famille Heusch, qui acquit le village en 1680 et le conserva jusqu'à la fin du XVIIIe siècle. Le quatrième quartier montre les vieilles armoiries de [Veldwezelt]. L'écusson est extrait des anciennes armoiries de Lanaken et montre le lion de la famille Pietersem. Les anciennes armoiries montrent un bouclier coupé en quartiers, tenu par la patronne locale, Sainte Ursule et ses 6 jeunes filles. Les armoiries sont les quartiers de Mérode et de Pietersem ou de Pietersheim. Lanaken appartenait historiquement au domaine de Pietersheim et les seigneurs médiévaux de Pietersheim utilisaient comme armoiries un lion d'argent et rouge. Le dernier membre de la famille est décédé en 1449. Le domaine a été attribué à la sœur du dernier seigneur, qui s'est mariée avec Richard de Merode. La famille de Mérode a conservé le domaine jusqu'à la fin du XIXe siècle, mais elle est également restée importante par la suite. Lorsque les armoiries furent accordées en 1960, le bourgmestre de Lanaken, le prince Xavier de Mérode, autorisa l'utilisation des armoiries de sa famille combinées au lion de Pietersem. Blasonnement : Parti au 1. de gueules à une croix d'or, au 2. d'argent à trois dents de loups de sable, au 3. d'or à une flèche oblique de gueules, au 4. d'or burelé de gueules à 4 pièces ; écu de cœur : de gueules aux cubes d'argent, un lion de même. (Traduction libre) Source du blasonnement : Heraldy of the World. |

## Démographie

### Évolution démographique avant la fusion
- Sources : INS, Rem. : 1831 jusqu'en 1970 = recensements, 1976 = nombre d'habitants au 31 décembre[5].

### Évolution démographique de la commune fusionnée
Graphe de l'évolution de la population de la commune. Les données ci-après intègrent les anciennes communes dans les données avant la fusion en 1977.
- Source : DGS - Remarque: 1831 jusqu'à 1981=recensement; depuis 1990=nombre d'habitants chaque 1er janvier[6]

## Personnalités
- Edgar Willems (1890-1978), artiste, musicien et pédagogue de la musique né à Lanaken.
- Eric Gerets (1954-), footballeur international reconverti entraîneur.
- Jan Caubergh (1934-2013), tueur né à Lanaken.